# Trofeo Alcudia-Port d'Alcudia 2021
La 29.ª edición de la clásica ciclista Trofeo Alcudia-Port d'Alcudia fue una carrera en España que se celebró el 16 de mayo de 2021 sobre un recorrido de 169,8 kilómetros en la isla baleares de Mallorca. La carrera forma parte del cuarto trofeo de la Challenge Ciclista a Mallorca 2021.
La carrera formó parte del UCI Europe Tour 2021, calendario ciclístico de los Circuitos Continentales UCI, dentro de la categoría 1.1 y fue ganada por el alemán André Greipel del Israel Start-Up Nation. Completaron el podio, como segundo y tercer clasificado respectivamente, el noruego Alexander Kristoff del UAE Emirates y el belga Christophe Noppe del Arkéa Samsic.

## Equipos participantes
Tomaron parte en la carrera 24 equipos: 6 de categoría UCI WorldTeam, 10 de categoría UCI ProTeam, 6 de categoría Continental y 2 selecciones nacionales. Formaron así un pelotón de 161 ciclistas de los que acabaron 152. Los equipos participantes fueron:
| WorldTeams (6)- Cofidis - Qhubeka Assos - Movistar Team - Intermarché-Wanty-Gobert Matériaux - Israel Start-Up Nation - UAE Team Emirates ProTeams (10)- Arkéa-Samsic - B&B Hotels p/b KTM - Bardiani CSF Faizanè - Burgos-BH - Caja Rural-Seguros RGA - Equipo Kern Pharma - Euskaltel-Euskadi - Gazprom-RusVelo - Rally Cycling - Sport Vlaanderen-Baloise Equipos continentales (6)- Gios - Bike Aid - Dauner-AKKON - Electro Hiper Europa - Leopard - Maloja Pushbikers Equipos nacionales (2)- Suiza - Gran Bretaña |
| |

## Clasificación final
- Las clasificaciones finalizaron de la siguiente forma:[3]

| \| Clasificación general \| Clasificación general \| Clasificación general \| Clasificación general \| Clasificación general \| \| Ciclista \| Ciclista \| Equipo \| Tiempo \| \| \| --------------------- \| --------------------------- \| ---------------------------------- \| --------------------- \| --------------------- \| \| 1.º \| André Greipel \| Israel Start-Up Nation \| 3 h 50 min 24 s \| \| \| 2.º \| Alexander Kristoff \| UAE Team Emirates \| + 0 s \| \| \| 3.º \| Christophe Noppe \| Arkéa-Samsic \| + 0 s \| \| \| 4.º \| Reinardt Janse van Rensburg \| Qhubeka Assos \| + 0 s \| \| \| 5.º \| Gabriel Cullaigh \| Movistar Team \| + 0 s \| \| \| 6.º \| Hugo Hofstetter \| Israel Start-Up Nation \| + 0 s \| \| \| 7.º \| Giovanni Lonardi \| Bardiani CSF Faizanè \| + 0 s \| \| \| 8.º \| Tom Devriendt \| Intermarché-Wanty-Gobert Matériaux \| + 0 s \| \| \| 9.º \| Xavier Cañellas \| Gios \| + 0 s \| \| \| 10.º \| Ethan Vernon \| Gran Bretaña \| + 0 s \| \| |                             |                                    |                 |
| |                             |                                    |                 |
| Fuente: ProCyclingStats |                             |                                    |                 |
| Clasificación general |                             |                                    |                 |
| Ciclista | Ciclista                    | Equipo                             | Tiempo          |
| 1.º | André Greipel               | Israel Start-Up Nation             | 3 h 50 min 24 s |
| 2.º | Alexander Kristoff          | UAE Team Emirates                  | + 0 s           |
| 3.º | Christophe Noppe            | Arkéa-Samsic                       | + 0 s           |
| 4.º | Reinardt Janse van Rensburg | Qhubeka Assos                      | + 0 s           |
| 5.º | Gabriel Cullaigh            | Movistar Team                      | + 0 s           |
| 6.º | Hugo Hofstetter             | Israel Start-Up Nation             | + 0 s           |
| 7.º | Giovanni Lonardi            | Bardiani CSF Faizanè               | + 0 s           |
| 8.º | Tom Devriendt               | Intermarché-Wanty-Gobert Matériaux | + 0 s           |
| 9.º | Xavier Cañellas             | Gios                               | + 0 s           |
| 10.º | Ethan Vernon                | Gran Bretaña                       | + 0 s           |

## UCI World Ranking
El Trofeo Alcudia-Puerto de Alcudia otorgó puntos para el UCI World Ranking para corredores de los equipos en las categorías UCI WorldTeam, UCI ProTeam y Continental. Las siguientes tablas son el baremo de puntuación y los 10 corredores que obtuvieron más puntos:
| Posición   | 1.º | 2.º | 3.º | 4.º | 5.º | 6.º | 7.º | 8.º | 9.º | 10.º | 11.º | 12.º | 13.º-15.º | 16.º-25.º |
| Puntuación | 125 | 85  | 70  | 60  | 50  | 40  | 35  | 30  | 25  | 20   | 15   | 10   | 5         | 3         |

| Clasificación |                             |                                    |        |
| Posición      | Ciclista                    | Equipo                             | Puntos |
| ------------- | --------------------------- | ---------------------------------- | ------ |
| 1.º           | André Greipel               | Israel Start-Up Nation             | 125    |
| 2.º           | Alexander Kristoff          | UAE Emirates                       | 85     |
| 3.º           | Christophe Noppe            | Arkéa Samsic                       | 70     |
| 4.º           | Reinardt Janse van Rensburg | Qhubeka ASSOS                      | 60     |
| 5.º           | Gabriel Cullaigh            | Movistar                           | 50     |
| 6.º           | Hugo Hofstetter             | Israel Start-Up Nation             | 40     |
| 7.º           | Giovanni Lonardi            | Bardiani-CSF-Faizanè               | 35     |
| 8.º           | Tom Devriendt               | Intermarché-Wanty-Gobert Matériaux | 30     |
| 9.º           | Xavier Cañellas             | Gios                               | 25     |
| 10.º          | Ethan Vernon                | Selección del Reino Unido          | 20     |